# Ector (Texas)
Ector é uma cidade localizada no estado norte-americano do Texas, no Condado de Fannin.

## Demografia
Segundo o censo norte-americano de 2000, a sua população era de 600 habitantes.
Em 2006, foi estimada uma população de 634, um aumento de 34 (5.7%).

## Geografia
De acordo com o United States Census Bureau tem uma área de
3,1 km², dos quais 3,1 km² cobertos por terra e 0,0 km² cobertos por água. Ector localiza-se a aproximadamente 223 m acima do nível do mar.

## Localidades na vizinhança
O diagrama seguinte representa as localidades num raio de 16 km ao redor de Ector.